# Бельвілл (Вісконсин)
Бельвілл (англ. Belleville) — селище (англ. village) в США, в округах Дейн і Ґрін штату Вісконсин. Населення — 2491 особа (2020).

## Географія
Бельвілл розташований за координатами 42°51′50″ пн. ш. 89°32′21″ зх. д. / 42.86389° пн. ш. 89.53917° зх. д. (42.864020, -89.539133).  За даними Бюро перепису населення США в 2010 році селище мало площу 4,60 км², з яких 4,10 км² — суходіл та 0,51 км² — водойми.

## Демографія
Згідно з переписом 2010 року, у селищі мешкало 2385 осіб у 986 домогосподарствах у складі 658 родин. Густота населення становила 518 осіб/км².  Було 1030 помешкань (224/км²).
Расовий склад населення:
| - 96,0 % — білих - 0,8 % — азіатів - 0,3 % — чорних або афроамериканців - 0,2 % — корінних американців - 1,7 % — осіб інших рас |

До двох чи більше рас належало 1,0 %. Частка іспаномовних становила 3,8 % від усіх жителів.
За віковим діапазоном населення розподілялося таким чином: 26,9 % — особи молодші 18 років, 63,0 % — особи у віці 18—64 років, 10,1 % — особи у віці 65 років та старші. Медіана віку мешканця становила 34,9 року. На 100 осіб жіночої статі у селищі припадало 96,3 чоловіків;  на 100 жінок у віці від 18 років та старших — 95,4 чоловіків також старших 18 років.
Середній дохід на одне домашнє господарство  становив 72 234 долари США (медіана — 67 750), а середній дохід на одну сім'ю — 81 522 долари (медіана — 74 550). Медіана доходів становила 48 750 доларів для чоловіків та 42 177 доларів для жінок. За межею бідності перебувало 5,1 % осіб, у тому числі 5,1 % дітей у віці до 18 років та 4,5 % осіб у віці 65 років та старших.
Цивільне працевлаштоване населення становило 1539 осіб. Основні галузі зайнятості: освіта, охорона здоров'я та соціальна допомога — 25,5 %, виробництво — 15,7 %, роздрібна торгівля — 11,3 %, науковці, спеціалісти, менеджери — 9,7 %.